# 올레나 홈로바
올레나 미콜라이우나 홈로바(우크라이나어: Оле́на Микола́ївна Хомрова́, 1987년 5월 16일~)는 우크라이나의 전직 펜싱 선수로 주 종목은 사브르이다. 2008년 하계 올림픽 여자 사브르 단체전 금메달을 획득했으며 세계 선수권 대회에서 금메달 1개, 은메달 4개, 동메달 1개를 획득했다.

## 개인사
홈로바는 2010년에 우크라이나의 농구 선수인 세르히 흘라디르와 결혼했으며 2014년에 태어난 에바(우크라이나어: Ева)라는 딸을 두었다.

## 수상

### 수훈
- 우크라이나 공로장 3등급(2008년 9월 4일)
- 명예 우크라이나 체육 명장